# Мілтон (містечко, Нью-Йорк)
Мілтон (англ. Milton) — місто (англ. town) в США, в окрузі Саратога штату Нью-Йорк. Населення — 18 800 осіб (2020).

## Демографія
Згідно з переписом 2010 року, у місті мешкало 18 575 осіб у 7229 домогосподарствах у складі 4966 родин. Було 7657 помешкань
Расовий склад населення:
| - 95,6 % — білих - 1,0 % — чорних або афроамериканців - 0,7 % — азіатів - 0,1 % — корінних американців |

До двох чи більше рас належало 2,1 %. Частка іспаномовних становила 2,5 % від усіх жителів.
За віковим діапазоном населення розподілялося таким чином: 24,9 % — особи молодші 18 років, 64,4 % — особи у віці 18—64 років, 10,7 % — особи у віці 65 років та старші. Медіана віку мешканця становила 38,3 року. На 100 осіб жіночої статі у місті припадало 100,9 чоловіків;  на 100 жінок у віці від 18 років та старших — 98,0 чоловіків також старших 18 років.
Середній дохід на одне домашнє господарство  становив 84 460 доларів США (медіана — 66 875), а середній дохід на одну сім'ю — 99 994 долари (медіана — 81 719). Медіана доходів становила 54 604 долари для чоловіків та 46 014 долари для жінок. За межею бідності перебувало 9,1 % осіб, у тому числі 12,9 % дітей у віці до 18 років та 8,4 % осіб у віці 65 років та старших.
Цивільне працевлаштоване населення становило 9660 осіб. Основні галузі зайнятості: освіта, охорона здоров'я та соціальна допомога — 24,7 %, науковці, спеціалісти, менеджери — 14,1 %, мистецтво, розваги та відпочинок — 11,5 %, виробництво — 11,0 %.